# KwaZulu-Natal Midlands
Die Midlands, auch KwaZulu-Natal Midlands, früher Natal Midlands, sind eine Region in der südafrikanischen Provinz KwaZulu-Natal. Die Midlands befinden sich zwischen den Drakensbergen und Pietermaritzburg.

## Geografie
In den Midlands herrscht ein mildes Klima mit warmen Sommermonaten und einem milden bis warmen Winter. In den Drakensbergen und ihren Ausläufern kann es auch schneien. Die durchschnittliche Höchsttemperatur beträgt 28 °C im Sommer und 24 °C im Winter. Nachts können die Temperaturen während der Wintermonate unter den Nullpunkt sinken. Den Sommer über (November bis März) kann es stark und anhaltend regnen, vor allem im Dezember und Januar.

## Midlands Meander
Ein wichtiger Teil der Midlands ist die Ferienstraße Midlands Meander, die in den 1980er Jahren von lokalen Künstlern ins Leben gerufen wurde, um die Region besser zu vermarkten. Heute umfasst Midlands Meander etwa 160 Restaurants, Hotels, Museen, Galerien und weitere Freizeitangebote.

## Sehenswürdigkeiten
Die Midlands sind ein beliebtes Ziel für Touristen. Die wichtigsten Parks sind:
- das Albert Falls Nature Reserve,
- das Kamberg Nature Reserve und
- das Loteni Nature Reserve.